# Xã Southside, Quận Kearny, Kansas
Xã Southside (tiếng Anh: Southside Township) là một xã thuộc quận Kearny, tiểu bang Kansas, Hoa Kỳ. Năm 2010, dân số của xã này là 264 người.